# 歌川芳栄
歌川 芳栄（うたがわ よしえい、生年不明 ‐ 明治2年〈1869年〉）とは、江戸時代の浮世絵師。

## 来歴
歌川国芳の門人、歌川の画姓を称し一猫斎と号す。外神田に住む。作画期は文久から没年までとされるが、作については不明。『浮世絵師便覧』によれば「芳栄」は「よしえい」と読む。